# 金希庭
金希庭（韓語：김희정，1992年4月16日—），韓國女演員，因在出道作《小蓋子》中饰演元斌的侄女角色，常被韩国媒体昵称为“元斌侄女（원빈 조카）”。

## 演出作品

### 電視劇
| 年份 | 電視台 | 劇名                      | 角色                  | 性質     |
| ---- | ------ | ------------------------- | --------------------- | -------- |
| 2000 | KBS    | 《小蓋子》                | 宋蒂（小蓋子）        |          |
| 2001 | SBS    | 《鋼琴》                  | 童年珠熙              |          |
| 2001 | SBS    | 《女人天下》              | 달래                  |          |
| 2001 | MBC    | 《情定大飯店》            | 尹紹熙                |          |
| 2002 | KBS    | 《魔法兒童MASURI》        | 崔露                  |          |
| 2005 | EBS    | 《獨島將軍 安龍福》       | 賢貞                  |          |
| 2006 | MBC    | 《真的真的喜歡你》        | 秀珍                  |          |
| 2007 | KBS    | 《善良的女人百日紅》      | 吳賢明                |          |
| 2007 | MBC    | 《不可阻擋的High Kick！》 | EP.164 民豪喜歡的女生 | 特別出演 |
| 2007 | SBS    | 《王與我》                | 恭惠王后              | 少女時期 |
| 2012 | KBS    | 《人生中最輝煌的時間》    | 서정                  |          |
| 2013 | MBC    | 《世界上最偉大的事》      | 芷宥                  |          |
| 2014 | KBS    | 《王的面孔》              | 廢妃柳氏              |          |
| 2015 | KBS    | 《Who Are You－學校2015》 | 車頌珠                |          |
| 2015 | MBC    | 《華政》                  | 姜嬪                  |          |
| 2016 | SBS    | 《榮珠》                  | 榮珠                  |          |
| 2017 | MBC    | 《逆賊：偷百姓的盜賊》    |                       |          |
| 2017 | SBS    | 《重逢的世界》            | 南裕敏                |          |
| 2018 | SBS    | 《Return》                | 姜英恩                |          |
| 2019 | tvN    | 《觸及真心》              | 金海英                |          |
| 2021 | KBS    | 《月升之江》              | 塔拉珍                |          |
| 2022 | KBS2   | 《魔咒的戀人》            | 美秀的外婆            | 特別出演 |

### 網路劇
- 2015年：Naver TVCast《美味的戀愛》飾演 真熙
- 2016年：CJ E&M × YG K Plus《千年戀愛中》飾演 延智
- 2017年：Naver TVcast《曖昧男》飾演 希珍（EP.7 特別出演）
- 2017年：SBS Mobidic × YG K Plus《非正規職偶像》飾演 金希庭

### 電影
- 2004年：《蜘蛛森林》饰演 少女
- 2004年：《真可愛》饰演 新人
- 2008年：《精彩的一天》饰演 素妍
- 2012年：《我是公務員》饰演 樱花
- 2014年：《世界末日》（세상의 끝）饰演 安艺珍
- 2014年：短篇电影《Sabra》（사브라）
- 2016年：《汉江布鲁斯》饰演 玛利亚
- 2022年：《不羁夜2022》饰演 景雅
- 2023年：《黑色直播》饰演 秀珍
- 2023年：《家门的荣光：重启》

### MV
- 2013年6月20日：Bumzu（桂範洙）《낯선천장(The Ceiling) （页面存档备份，存于）》(Feat. Moowoong of Baechigi)
- 2015年3月9日：Boyfriend 《BOUNCE》
- 2015年6月8日：殷志源 《트라우마(Trauma)》(Feat. Jeremy)
- 2016年7月20日：Sik-K《랑데뷰(Rendezvous) （页面存档备份，存于）》

### 綜藝
- 2014年：XTM《SUPER BIKE》（主持）
- 2015年：tvN《和我朋友一起用餐吧》
- 2018年：JTBC4《惊人讯息》（어썸피스）
- 2018年：MBC《真正的男人300》
- 2018年：Channel A《海女挑战记》（워터걸스）
- 2021年：SBS《踢球的她们》
- 2021年：TVING《嘻哈医疗情景剧—EMERGENCY》（힙합 메디컬 시트콤 - EMERGENCY）

## 音樂作品

### 合作歌曲
- 2008年: TATA Clan《Internet Killed Video Star》
- 2009年: TATA Clan《I Just Wanna Say Love》
- 2009年: TATA Clan《Love&Dung》

## 外部連結
- 金希庭的X（前Twitter）
- 金希庭的Instagram帳戶
- 金希庭在NAVER上的资料